# Ron Rifkin
Ron Rifkin (New York, 31 ottobre 1939) è un attore e regista statunitense, noto al pubblico televisivo per il ruolo di Arvin Sloane nella serie Alias e per quello di Saul Holden nella serie Brothers & Sisters - Segreti di famiglia.
È sposato con la moglie Iva dal 1966.

## Filmografia parziale

### Cinema
- Uccidete il padrino (The Devil's 8), regia di Burt Topper (1969)
- L'implacabile omicida (Flareup), regia di James Neilson (1969)
- 2002: la seconda odissea (Silent Running), regia di Douglas Trumbull (1971)
- I ragazzi irresistibili (The Sunshine Boys), regia di Herbert Ross (1975)
- Moses Wine detective (The Big Fix), regia di Jeremy Kagan (1978)
- Gli eletti (The Chosen), regia di Jeremy Kagan (1981)
- La stangata 2 (The Sting II), regia di Jeremy Kagan (1983)
- JFK - Un caso ancora aperto (JFK), regia di Oliver Stone (1991)
- Mariti e mogli (Husbands and Wives), regia di Woody Allen (1992)
- Misterioso omicidio a Manhattan (Manhattan Murder Mystery), regia di Woody Allen (1993)
- Wolf - La belva è fuori (Wolf), regia di Mike Nichols (1994)
- Il colore del fuoco (The Substance of Fire), regia di Daniel J. Sullivan (1996)
- Una coppia di scoppiati (I'm Not Rappaport), regia di Herb Gardner (1996)
- L.A. Confidential, regia di Curtis Hanson (1997)
- Il negoziatore (The Negotiator), regia di F. Gary Gray (1998)
- 1 km da Wall Street (Boiler Room), regia di Ben Younger (2000)
- Tentazioni d'amore (Keeping the Faith), regia di Edward Norton (2000)
- The Majestic, regia di Frank Darabont (2001)
- Tadpole - Un giovane seduttore a New York (Tadpole), regia di Gary Winick (2002)
- Il segno della libellula - Dragonfly (Dragonfly), regia di Tom Shadyac (2002)
- Al vertice della tensione (The Sum of All Fears), regia di Phil Alden Robinson (2002)
- Pulse, regia di Jim Sonzero (2006)
- The Words, regia di Brian Klugman e Lee Sternthal (2012)
- Autobiografia di un finto assassino (True Memoirs of an International Assassin), regia di Jeff Wadlow (2016)
- A Star Is Born, regia di Bradley Cooper (2018)
- Funny Pages, regia di Owen Kline (2022)

### Televisione
- La costola di Adamo (Adam's Rib) – serie TV, 13 episodi (1973)
- Le rocambolesche avventure di Robin Hood contro l'odioso sceriffo (When Things Were Rotten) – serie TV, 9 episodi (1975)
- Colombo (Columbo) – serie TV, episodio 7x03 (1977)
- I grandi eroi della Bibbia (Greatest Heroes of the Bible) – miniserie TV, 4 puntate (1978)
- Alice – serie TV, episodio 3x14 (1979)
- Giorno per giorno (One Day at the Time) – serie TV, 16 episodi (1980-1981)
- Law & Order - I due volti della giustizia (Law & Order) – serie TV, episodi 1x01-3x07 (1990-1992)
- E.R. - Medici in prima linea (ER) – serie TV, 9 episodi (1995-1996)
- Sex and the City – serie TV, episodio 4x17 (2002)
- Alias – serie TV, 105 episodi (2001-2006)
- Brothers & Sisters - Segreti di famiglia (Brothers & Sisters) – serie TV, 110 episodi (2006-2010)
- Law & Order - Unità vittime speciali (Law & Order: Special Victims Unit) – serie TV, 5 episodi (2011-2012)
- Touch – serie TV, episodio 2x13 (2013)
- Gotham – serie TV, 4 episodi (2015)
- The Good Wife – serie TV, episodio 6x19 (2015)
- Limitless – serie TV, 12 episodi (2015-2016)
- Elementary – serie TV, episodio 5x02 (2016)
- New Amsterdam – serie TV, 7 episodi (2018-2019)
- Blindspot – serie TV, episodio 3x15 (2018)

## Doppiatori italiani
Nelle versioni in italiano delle opere in cui ha recitato, Ron Rifkin è stato doppiato da:
- Ennio Coltorti in Norma Jean & Marilyn - Due vite, un mito, Alias, Il segno della libellula - Dragonfly, Brothers & Sisters - Segreti di famiglia, The Words, The Good Wife, Limitless, Elementary, A Star is Born
- Oliviero Dinelli ne I casi di Rosie O'Neill, Law & Order - Unità vittime speciali, Blindspot
- Gianni Bonagura in Mariti e mogli, Misterioso omicidio a Manhattan
- Carlo Valli in Law & Order - I due volti della giustizia (ep. 3x07), Touch
- Angelo Nicotra in 2002: la seconda odissea
- Armando Bandini in Le rocambolesche avventure di Robin Hood contro l'odioso sceriffo
- Ambrogio Colombo in Law & Order - I due volti della giustizia (ep. 1x01)
- Nino Prester ne Il negoziatore
- Giorgio Lopez in Pulse
- Sandro Sardone in Wolf - La belva è fuori
- Gil Baroni in L.A. Confidential
- Roberto Del Giudice in E.R. - Medici in prima linea
- Sergio Di Giulio in Al vertice della tensione
- Piero Tiberi in The Majestic
- Carlo Baccarini in Sex & The City
- Domenico Maugeri in 1 km da Wall Street
- Paolo Maria Scalondro in Gotham
- Dario Penne in Autobiografia di un finto assassino
- Gianni Giuliano in New Amsterdam
- Patrizio Prata in 2002: la seconda Odissea (ridoppiaggio)